# Милен Цветков
Милен Викторов Цветков е български журналист, водещ на телевизионни предавания.

## Биография

### Младежки години и образование
Роден е на 30 юли 1966 г. в София. Завършва 7 СОУ „Свети Седмочисленици“ и Софийския университет със специалност дефектология и специализира обучение на слепи.

### Кариера
Започва кариерата си в БНТ като репортер на предаването „Ку-ку“. След това бива поканен от Бригита Чолакова за репортер в излъчваното по това време „ТВ Неделник“. По-късно става водещ на „По света и у нас“.
През 1995 г. напуска националната телевизия с обяснението, че там цари цензура. В следващите шест месеца работи като разносвач на месни продукти. След това е и управител на пловдивско заведение. В началото на 1997 г. се връща обратно на работа в Българската национална телевизия като репортер в предаването „Отзвук“. Няколко месеца по-късно отново е водещ на „По света и у нас“.
През 2000 г. е поканен в Нова телевизия за водещ на предаването „Здравей, България“. През 2003 г. Милен Цветков е свален от екран. От февруари до юли 2004 г. е водещ на „60 минути с Милен Цветков“. След това води и новините в „Календар“. През есента на 2005 г. става водещ на ново предаване „Часът на Милен Цветков“. Водещ е и на предаването „Нищо лично“ по Радио Експрес. През 2008 г. е водещ на четвъртия сезон на Биг Брадър.
От 2009 г. отново се завръща в „Здравей, България“, където заедно с Лора Крумова води сутрешния блок. Няколко месеца след това „Часът на Милен Цветков“ пада от ефир. През януари 2010 г. Цветков е освободен като водещ на „Здравей, България“ и напуска Нова телевизия. През този период създава сайта zanachalo.com и води сутрешното предаване „Събуди се с EBF“ по едноименната телевизия.
Завръща се в БНТ на 29 ноември 2010 г. където води предаването „Екип 5“, проект завършил в началото на 2011 г.
На 21 март 2011 г. се завръща в Нова телевизия като водещ на „Часът на Милен Цветков“. От 18 август 2014 г. „Часът на Милен Цветков“ се мести от следобедния пояс късно вечерта – започва в 23:45 ч., от понеделник до петък.
На 16 август 2018 г. Нова обявява, че предаването е свалено от ефир, а Милен Цветков напуска телевизията. От март 2020 г. до смъртта си води предаването „Алтернативата“ по ТВ1.

### Смърт
На Великден, 19 април 2020 г., Милен Цветков претърпява тежка автомобилна катастрофа на булевард „Черни връх“ в София, причинена от 22-годишния тогава Кристиан Николов, който шофира под влиянието на коктейл от наркотици, и умира минути по-късно, непосредствено преди да бъде приет в болница „Пирогов“.
Докато изчаква на червен светофар, компактният кросоувър Субару Форестър на Цветков е помлян от другия водач с Ауди Q7. По първоначални изчисления аудито се е движело с не по-малко от 100 км/ч, 2 пъти повече от позволената от закона скорост за движение в градска среда.
Съдебномедицинската експертиза установява, че 22-годишният Николов е имал амфетамин, тетрахидроканабинол, кокаин и лексотан в тялото си по време на катастрофата.

## Семейство
Милен Цветков е разведен. От брака си има дъщеря, Калина, родена 1996 г. На 7 август 2012 г. от тогавашната му приятелка Ивета им се ражда син – Боян.

## Филмография

### Като актьор
- Без семейна прилика (2-сер. тв, 2004)

## Памет
По предложение на Симеон Ставрев през 2022 г. Столичния общински съвет кръщава част от ул. 549-а на негово име (Карта).